# Musikkonservatorium Ho-Chi-Minh-Stadt

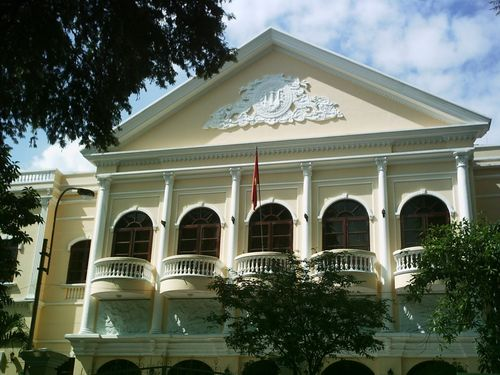
Musikkonservatorium Ho-Chi-Minh-Stadt in der 112 Nguyễn Du, Phường Bến Thành, Quận 1

Das Musikkonservatorium Ho-Chi-Minh-Stadt (vietnamesisch Nhạc viện Thành phố Hồ Chí Minh) ist eines von drei Musikkonservatorien in Vietnam und wurde 1956 als Nationale Musikschule gegründet. Nach einer Umbenennung 1960 in Nationale Schule für Musik und Theater wurde die Schule am 2. Februar 1980 von der vietnamesischen Regierung in den Rang einer Universität erhoben und erhielt ihren heutigen Namen.